# 十訣
十訣原指為下象棋的基本原則，圍棋界多有引用，甚至訛傳為圍棋十訣。《十訣》最早見載於南宋人陳元靚所著的《事林廣記》（新編纂圖增類群書類要事林廣記）續集－卷之四文藝類。該書「六奇勢」以上屬圍棋篇，「象棋子法」以下屬象棋篇，所以「十訣」原為象棋而作無疑。十訣體現出慎戰與能捨的中庸思想。
十訣內容與解釋：
1. 不得貪勝：不可貪攻冒進，易為敵所乘。
2. 入界宜緩：欲越過楚河漢界到達敵國時不宜躁進。
3. 攻彼顧我：要做到攻守兼備，臨殺勿急。
4. 棄子爭先：子多指車、馬、炮等「大子」。必要時為了爭取主動權，棄掉高價的大子也在所不惜。
5. 捨小就大：應具備大局觀，犧牲局部利益爭取拿下戰略目標。
6. 逢危須棄：只要能換得局勢安全，割鬚棄袍也是必須的。
7. 慎勿輕速：下棋抱持謹慎的態度，不論是落子速度或是棋盤上的運子都不應輕率。
8. 動須相應：子和子間務求有機聯繫，避免孤軍奮戰，陷入泥沼。
9. 彼強自保：對方強勢，先求自身立於不敗之地。
10. 勢孤取和：己勢形單影隻，明確謀和。